# Патријарх српски Данило IV
Данило IV је био архиепископ пећки и патријарх српски у периоду од 1406. до 1407. године.
Након смрти српског патријарха Саве V, за новог поглавара Српске патријаршије изабран је 1406. године патријарх Данило IV. О њему се у историји врло мало зна. Његов избор се догодио у време великих превирања и унутрашњих сукоба између Лазаревића и Бранковића. На трону српске цркве био је веома кратко. Његов наследник Кирило I помиње се већ 1407. године као нови патријарх.